# اجرای قانون در ایالات فدرال میکرونزی

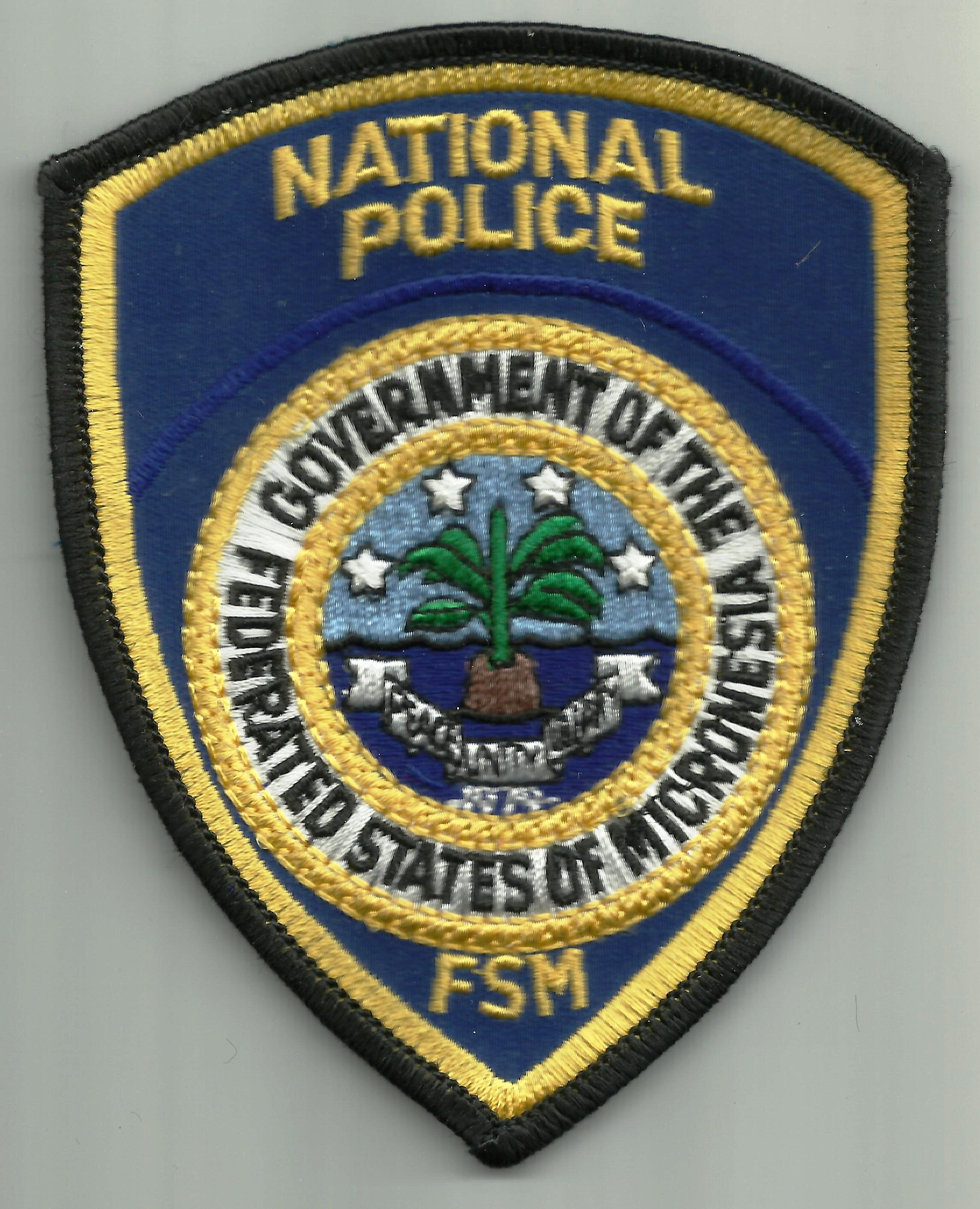
اجرای قانون

بر پایه پیمان اتحادیه آزاد دفاع از کشور ایالات فدرال میکرونزی بر عهده ایالات متحده آمریکا است. اما پلیس محلی توسط پلیس ملی ایالات فدرال میکرونزی مدیریت می‌شود. پلیس ملی ایالات فدرال میکرونزی یک نیروی پلیس فدرال کوچک و زیر نظر وزارت دادگستری ایالات فدرال میکرونزی است.
پلیس ملی ایالات فدرال میکرونزی بازوی اجرای قانون در این کشور است که با قیمومت ویژه، وظیفه اجرای قانون شیلات، لایحه مواد کنترل‌شده، لایحه کنترل جنگ‌افزار، جستجو و نجات، حفاظت از مقامات رسمی و دیپلمات‌های خارجی بازدیدکننده، و قانون‌هایی با سرشت ملی، یا جرائم ضد دولتی را دارند.
از دیگر وظایف پلیس ملی ایالات فدرال میکرونزی کمک در عملیات نجات، ارتباطات فوری، پشتیبانی فنی، و آموزش نهادهای اجرای قانون ایالتی هستند.
پلیس ملی ایالات فدرال میکرونزی از دفتر مرکزی آن در پایتخت کشور، شهر پالیکیر اداره می‌شود. "ماریتایم وینگ"یک واحد جامع پلیس ملی ایالات فدرال میکرونزی، در یک حوضچه خشک در دکتیک در ایالت پوناپی قرار دارد.
همچنین در هر کدام از چهار ایالت ایالات فدرال میکرونزی، و منطقه‌های شهرداری کیتی، کولونیا، مادولینیم، نت، ساپووآفیک، سوکس، و یو، در ایالت پُناپه، پوله، فونو، لوساپ، ناما، اودت، اومان، و تُل، در ایالت چوئوک، و تافونساک در کُسرائه، پلیس ایالتی وجود دارد.
از هنگام آغاز ماموریت دستیاری ناحیه‌ای در جزایر سلیمان در مارس ۲۰۰۶ (میلادی) پلیس فدرال ایالات فدرال میکرونزی، افسرهای پلیس بسیاری را به جزایر سلیمان فرستاده است. 